# 夜にはぐれて 〜Where Were You Last Night〜
「夜にはぐれて 〜Where Were You Last Night〜」（よるにはぐれて ホエアー・ワー・ユー・ラスト・ナイト）は、Winkの8枚目のシングルである。1990年7月4日にポリスターより発売された。

## 概要
表題曲は、1989年に発売されヒットした、スウェーデンの女性歌手であるアンキー・バッガーの "Where Were You Last Night" のカバー。Winkの楽曲として、日本語詞を及川眠子、編曲を門倉聡が担当した。
カップリング曲は「想い出までそばにいて 〜Welcome To The Edge〜」。アメリカのソープオペラであるSanta Barbaraの劇中で用いられた "Welcome to the Edge" を原曲とする。「夜にはぐれて」と同様に、日本語詞は及川眠子、編曲は門倉聡が担当した。この曲は、1991年に、作詞・作曲者の一人であるビリー・ヒューズの日本デビュー・シングルとして、「とどかぬ想い〜Welcome to the Edge〜」のタイトルでセルフカバーされ、同年のフジテレビのドラマ『もう誰も愛さない』の主題歌として用いられている。
1990年7月4日に発売。オリコンチャートの週間ランキングでは、7月16日付の初登場2位を最高位とし、以後、100位以内には、10月22日付の78位まで、15週連続ランクインした。同チャートの年間ランキングでは、1990年度において売上29.128万枚により33位となっている。
なお、本シングルのリリース直前に、Winkのメンバー・鈴木早智子が急性肝炎によって自宅療養を余儀なくされ、復帰までに2週間ほどかかっており、その間、テレビの音楽番組では、同メンバーの相田翔子が表題曲を単独歌唱している。

## 収録曲
※いずれも日本語詞：及川眠子、編曲：門倉聡
1. 夜にはぐれて 〜Where Were You Last Night〜
  - 作詞・作曲：アレクサンダー・バード（スウェーデン語版、英語版）、ティム・ノレル（スウェーデン語版）、オーラ・ハーンカンソン（スウェーデン語版、英語版）[注 1]
2. 想い出までそばにいて 〜Welcome To The Edge〜[9]
  - 作詞・作曲：ログザンヌ・シーマン、ドミニック・メッシンガー（英語版）、ビリー・ヒューズ

## 収録アルバム
- 夜にはぐれて 〜Where Were You Last Night〜
  - Wink Hot Singles - ノン・ストップ・リミックスの一部分にも採用されている。
  - Crescent - リミックス・バージョンで収録。
  - Fairy Tone 2 - オリジナル・カラオケ
  - Raisonné
  - Diary
  - Reminiscence
  - WINK MEMORIES 1988-1996

- 想い出までそばにいて 〜Welcome To The Edge〜
  - Fairy Tone 2 - オリジナル・カラオケ
  - Diamond Box - Album Version
  - Back to front - 『Diamond Box』に収録されたバージョンと同一。

## テレビ番組における歌唱
※ 放送日は首都圏のもの。地方の系列局の放送日は異なる場合がある。
- 夜にはぐれて 〜Where Were You Last Night〜

| 放送日 (曜日)          | 番組名                                 | 放送局     | 衣装 | 備考 |
| ---------------------- | -------------------------------------- | ---------- | ---- | --- |
| 1990.06.29 (金)[10]    | ミュージックステーション[10]           | テレビ朝日 | Ａ   | |
| 1990.07.04 (水)[注 4]  | 夜のヒットスタジオSUPER[注 4]          | フジテレビ | Ａ   | 鈴木早智子が急性肝炎で欠場し、相田翔子が単独歌唱。相田は同番組のオープニングメドレーで、たまの楽曲「さよなら人類」を歌唱。 |
| 1990.07.15 (日)[注 5]  | スーパーJOCKEY[注 5]                   | 日本テレビ | Ａ   | 鈴木早智子が急性肝炎で欠場し、相田翔子が単独歌唱。 |
| 1990.07.25 (水)[注 6]  | 邦ちゃんのやまだかつてないテレビ[注 6] | フジテレビ | Ｃ   | Winkのコンサート終了直後の大阪厚生年金会館より中継[注 6]。この時、鈴木早智子が急性肝炎で欠場し、相田翔子が単独歌唱。 |
| 1990.07.25 (水)[注 7]  | 夜のヒットスタジオSUPER[注 7]          | フジテレビ | Ｂ   | 鈴木早智子が復帰[注 7]。Winkは同番組のオープニングメドレーでUNICORNの楽曲「大迷惑」を歌唱。 |
| 1990.09.10 (月)[注 8]  | 第16回日本テレビ音楽祭[注 8]           | 日本テレビ | Ｃ   | Winkはコンサート用の衣装を着用して出演。同番組で「Rainy Lonely Pavement」も歌唱。 |
| 1990.10.24 (水)[注 9]  | 邦ちゃんのやまだかつてないテレビ[注 9] | フジテレビ | Ｃ   | Winkはコンサート用の衣装・振付で本曲と「Sexy Music」のメドレーを山田邦子とともに歌唱[注 9]。 |
| 1990.10.26 (金)[注 10] | ヒットパレード90's[注 10]              | フジテレビ | Ａ   | |
| 1990.12.28 (金)[11]    | ミュージックステーション[11]           | テレビ朝日 | Ｃ   | Winkはコンサート用の衣装を着用し、本曲、「Sexy Music」、「淋しい熱帯魚」、「ニュー・ムーンに逢いましょう」のメドレーを歌唱[11]。 |
| 1991.02.15 (金)[注 11] | ヒットパレード90's[注 11]              | フジテレビ | Ｃ   | Winkは本曲歌唱の際にコンサート用の衣装を着用。同番組で「ニュー・ムーンに逢いましょう」も歌唱。 |
| 1992.06.15 (月)[12]    | Winkコンサートツアー'92[12]            | NHK BS2    | Ｃ   | 同番組は1992年4月5日(日)に中野サンプラザで開催された「Sapphire」コンサートを収録したもの。Winkはコンサート用の衣装を着用。 1993年1月3日(日)に再放送[13]。 ライブビデオ『WINK '92 CONCERT SAPPHIRE』（ポリスター、1992年9月26日）に同番組の内容が一部収録されるものの、本曲歌唱部分は未収録。 |
| 1994.01.16 (日)[14]    | アイドルオンステージ[14]               | NHK BS2    | Ｃ   | Winkは本曲歌唱の際にコンサート用の衣装を着用。同番組で「咲き誇れ愛しさよ」も歌唱。 |
- 「衣装」欄の記号：Ａ＝黒い衣装　Ｂ＝PVと同じ衣装　Ｃ＝その他（「備考」欄参照）

## カバー
- 夜にはぐれて 〜Where Were You Last Night〜
  - Yoo Yoo – 英語の原詞による歌唱であるため、アンキー・バッガーの原曲のカバーともなっている。タイトルは「Where Were You Last Night」。Yoo YooによるWinkの楽曲のカバー・アルバム『BEST OF WINK』（ポリスター、1991年11月25日）、同『WINK COLLECTION』（同前、1992年9月26日）に収録。